# 泗川警察署
泗川警察署（サチョンけいさつしょ）は、慶南地方警察庁所管の警察署である。

## 管轄区域
- 泗川市

## 沿革
- 1945年10月21日 - 国立警察発足
- 1956年11月16日 - 泗川警察署を三千浦警察署に改称
- 1995年1月27日 - 泗川警察署に戻す

## 組織
- 警務課
- 生活安全課
- 捜査課
- 警備交通課
- 情報保安課

## 管轄地区隊
- 三千浦地区隊
- 邑内地区隊

## 管轄派出所
- 南陽派出所
- 龍峴派出所
- 泗南派出所
- 昆陽派出所
- 西浦派出所
- 昆明派出所